# Myotis ricketti
Myotis ricketti — вид рукокрилих роду Нічниця (Myotis). Для цього виду часто використовується назва Myotis pilosus.

## Поширення, поведінка
Проживання: Китай, Гонконг, Лаос, В'єтнам. Цей вид сильно залежить від води, так як його раціон включає в себе велику частку риби. Це найспеціалізованіший кажану регіоні, що їсть рибу. Він має низький рівень толерантності до втручання людини.